# Anisakidae
Anisakidae is een familie van rondwormen. Diverse soorten komen voor als darmparasiet in zeevissen zoals kabeljauw, makreel en haring en verder ook in zeezoogdieren.

## Geslachten
- Anisakis (o.a.haringworm)
- Contracaecum
- Goezia
- Heterotyphlum
- Phocanema
- Raphidascaroides
- Rhaphidascaris
- Terranova
- Thynnascaris